# Kamfingerråttor
Kamfingerråttor eller gundier (Ctenodactylidae) är en familj av afrikanska gnagare med fem arter i fyra släkten.

## Utseende
I kroppens uppbyggnad liknar dessa djur de sydamerikanska marsvinen. Kroppen är kompakt och liknar en cylinder. Extremiteterna är korta och på varje fot finns fyra tår som är utrustade med skarpa klor. Vid de bakre extremiteterna har de mellersta tårna en borstliknande kam som givit djurgruppen dess namn.
Huvudet är ganska stort i jämförelse med övriga kroppen och även ögonen är stora. Hos familjemedlemmarna finns följande tandformel, I 1/1 C 0/0 P 1-2/1-2 M 3/3, alltså 22 till 24 tänder.

## Utbredning och levnadssätt
Kamfingerråttor lever i öken- och halvökenområden vid norra och södra gränsen av Sahara. De bygger inga egna bon utan gömmer sig i bergssprickor. Arterna når ibland 2400 meter över havet. I stort sett är de aktiva på dagen men vilar under de hetaste timmarna. Födan består uteslutande av växtdelar. Honor är cirka 55 dagar dräktig och sedan föds ungar med päls och öppna ögon.

## Systematik och evolution
Det är fortfarande oklart hur kamfingerråttor är släkt med andra gnagare. De tillhör en släktgren som i oligocen och pleistocen förekom i stora delar av Eurasien och Afrika. McKenna & Bell klassar kamfingerråttor tillsammans med flera utdöda familjer i en djurgrupp med det vetenskapliga namnet Sciuravida. Några zoologer antar att Sciuravida utgör en systergrupp till alla andra djurgrupper i underfamiljen piggsvinsartade gnagare.
Det har även föreslagits att den 2005 i södra Laos upptäckta arten Laonastes aenigmamus, som idag klassas i familjen Diatomyidae, ska räknas till gruppen Sciuravida.
Familjen kamfingerråttor består av fem arter i fyra släkten.
- Pectinator
  - Östafrikansk gundi (Pectinator spekei)
- Felovia
  - Västafrikansk gundi (Felovia vae)
- Massoutiera
  - Latastes gundi (Massoutiera mzabi)
- Ctenodactylus
  - Nordafrikansk gundi (Ctenodactylus gundi)
  - Ökengundi (Ctenodactylus vali)